# Фридрих IV (пфальцграф Саксонии)
Фридрих IV фон Гозек (нем. Friedrich IV. von Goseck; ок. 1085 — 26 мая или июня 1125) — граф Путелендорфа, пфальцграф Саксонии. Единственный сын Фридриха III и Адельгейды фон Штаде.

## Биография
Родился после смерти отца, убитого на охоте.
Его опекуном был отчим — граф Тюрингии Людвиг II Скакун. Тот, воспользовавшись своим положением регента, захватил Фрибург, Лаухштадт, Бад Зульца и другие владения пфальцграфов в Тюрингии.
Став совершеннолетним, Фридрих IV потребовал назад свои земли, а получив отказ, обвинил Людвига в убийстве своего отца. Однако король Генрих V отказался поддержать это обвинение.
Ввязавшись в войну за наследство графов Веймар-Орламюнде, Фридрих IV и его единоутробный брат Герман в 1112 году попали в плен к императору. Герман умер в заточении, а Фридрих IV был отпущен за выкуп в 1114 году.
Одновременно с ним начиная с 1097 года титул пфальцграфа Саксонии носил его двоюродный дядя Фридрих I фон Зоммершенбург (ум. 1120/1121). Как делились между ними владения, не известно.

## Семья
Жена (с 1116) — Агнесса (ок. 1100—1129/1136), дочь лимбургского графа Генриха I. Дети:
- Генрих (ум. 1126), пфальцграф Саксонии
- Фридрих V (ок. 1117 — 31 января 1179), пфальцграф Саксонии (1126—1134), епископ Праги (1169—1179)
- Берта (ум. 1190), жена графа Геннеберга Бертольда I.

Овдовев, Агнесса фон Лимбург вышла замуж за Вало II фон Фекенштедта (убит 1126).